# 근육 스구루
근육 스구루(キン肉スグル 킨니쿠 스구루[*])는 근육맨에 등장하는 초인으로 원조 근육맨이자 본작의 주인공이다.

## 프로필
- 출신 : 근육별(엔트리국은 일본)
- 신장 : 185cm
- 체중 : 90kg
- 초인강도 : 95만 파워
- 좋아하는 음식 : 갈비찜덮밥

## 소개
주인공이자, 근육 만타로의 아버지. 투니버스판 이름은 근육 스프. 성우는 후루카와 토시오/박지훈, 한신.

## 행적
성우-후루카와 토시오/박지훈, 한신.
전작 주인공이자 근육별의 왕이자 근육 만타로의 아버지. 전설초인 중에서도 최강의 실력을 가졌다. 예전 같은 몸과 힘은 남아있지 않지만 테크닉은 남아있어서 자신의 자리를 지키고 있다. 만타로의 졸업시험 상대로 싸우게 된다. 결투끝에 만타로에게 패배하게 되고 만타로에게 뒷일을 맡기고 근육별에서 살게 된다.